# Marc Grosjean
Marc Grosjean (Luik, 11 september 1958) is een Belgisch voetbaltrainer. Hij werkte als hoofdtrainer bij verschillende clubs in de Belgische Eerste klasse maar ook bij clubs in lagere klassen.
Eind december 2014 ging hij aan de slag bij FCV Dender EH in Derde klasse. Als veldtrainer moest hij samen met technisch directeur Emilio Ferrera proberen om de ploeg te behoeden voor degradatie.